# Isley Jasper Isley

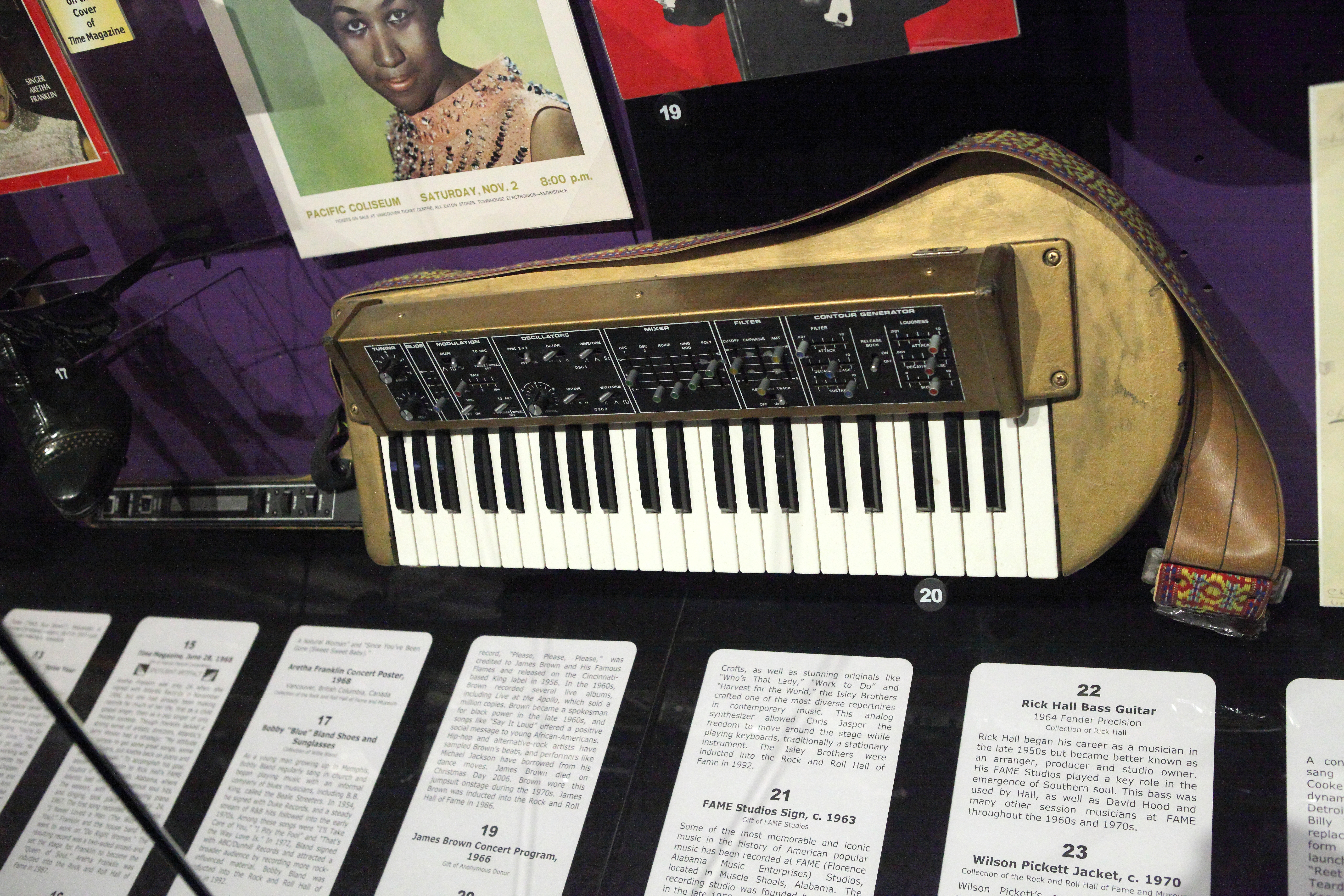
Chris Jaspers Umhängekeyboard in der Rock and Roll Hall of Fame

Isley Jasper Isley war ein amerikanisches Soul- und Funktrio, das besonders durch das Lied Caravan of Love aus dem Jahr 1985 bekannt wurde.

## Bandgeschichte
Die Brüder Marvin und Ernie Isley sowie Chris Jasper, Schwager der beiden, spielten seit 1973 in der Familienband The Isley Brothers. 1984 trennten sie sich von der Gruppe und gründeten das Trio Isley Jasper Isley. Die Formation erhielt einen Vertrag bei CBS und veröffentlichte Ende 1984 das Debütalbum Broadway’s Closer to Sunset Blvd., das Platz 135 der Billboard 200 und Platz 28 der Billboard R&B-Charts erreichte. Die Auskopplung Look the Other Way stieg bis auf Platz 14 der R&B-Charts, die Folgesingle Kiss and Tell kam dort nicht über Platz 52 hinaus, platzierte sich aber außerdem in den Billboard Hot 100 und den Dance-Charts.
Caravan of Love, die Vorabsingle zum gleichnamigen Album, wurde 1985 zum größten Erfolg Isley Jasper Isleys. Das Lied schaffte nicht nur Platzierungen in den britischen und amerikanischen Singlecharts, es wurde auch zum Nummer-eins-Hit in den R&B-Charts. Dort stieg das Album bis auf Platz 3. Die zweite Auskopplung, Insatiable Woman, wurde zum R&B-Top-20-Hit.
1987 erschien mit Different Drummer das dritte Studioalbum der Formation. Zwar konnte die Platte nicht an den Erfolg der Vorgänger anknüpfen, aber mit den R&B-Top-20-Hits 8th Wonder of the World und Givin’ You Back the Love befanden sich darauf zwei vielbeachtete Lieder. Chris Jasper begann anschließend  eine Solokarriere und hatte noch im selben Jahr mit Superbad einen Top-3-Hit in den R&B-Charts. Ernie und Marvin Isley kehrten zu The Isley Brothers zurück.
Marvin Isley starb 2010 nach Komplikationen an Diabetes, Chris Jasper im Februar 2025 an den Folgen einer Krebserkrankung.

## Besetzung
- Chris Jasper (* 30. Dezember 1951 in Cincinnati, Ohio; † 23. Februar 2025) – Keyboard, Gesang
- Ernie Isley (* 7. März 1952 in Cincinnati, Ohio) – Schlagzeug, Gitarre, Gesang
- Marvin Isley (* 18. August 1953 in Cincinnati, Ohio; † 6. Juni 2010 in Chicago, Illinois) – Bass, Gesang

## Diskografie

### Studioalben
| Jahr | Titel                             | Höchstplatzierung, Gesamtwochen, AuszeichnungChartplatzierungen (Jahr, Titel, Platzierungen, Wochen, Auszeichnungen, Anmerkungen) | Höchstplatzierung, Gesamtwochen, AuszeichnungChartplatzierungen (Jahr, Titel, Platzierungen, Wochen, Auszeichnungen, Anmerkungen) | Anmerkungen                                                                              |
| Jahr | Titel                             | US | R&B | Anmerkungen                                                                              |
| ---- | --------------------------------- | --- | --- | ---------------------------------------------------------------------------------------- |
| 1984 | Broadway’s Closer to Sunset Blvd. | US135 (10 Wo.)US | R&B28 (20 Wo.)R&B | Erstveröffentlichung: Dezember 1984 Produzenten: Chris Jasper, Ernie Isley, Marvin Isley |
| 1985 | Caravan of Love                   | US77 (26 Wo.)US | R&B3 (32 Wo.)R&B | Erstveröffentlichung: Oktober 1985 Produzenten: Chris Jasper, Ernie Isley, Marvin Isley  |
| 1987 | Different Drummer                 | — | R&B40 (19 Wo.)R&B | Erstveröffentlichung: Mai 1987 Produzenten: Chris Jasper, Ernie Isley, Marvin Isley      |

### Kompilationen
- 2003: Caravan of Love: The Best of Isley Jasper Isley
- 2010: Broadway’s Closer to Sunset Blvd / Caravan of Love / Different Drummer (2 CDs)
- 2013: S. O. U. L.

### Singles
| Jahr | Titel Album                                          | Höchstplatzierung, Gesamtwochen, AuszeichnungChartplatzierungen (Jahr, Titel, Album, Platzierungen, Wochen, Auszeichnungen, Anmerkungen) | Höchstplatzierung, Gesamtwochen, AuszeichnungChartplatzierungen (Jahr, Titel, Album, Platzierungen, Wochen, Auszeichnungen, Anmerkungen) | Höchstplatzierung, Gesamtwochen, AuszeichnungChartplatzierungen (Jahr, Titel, Album, Platzierungen, Wochen, Auszeichnungen, Anmerkungen) | Höchstplatzierung, Gesamtwochen, AuszeichnungChartplatzierungen (Jahr, Titel, Album, Platzierungen, Wochen, Auszeichnungen, Anmerkungen) | Anmerkungen                                                                           |
| Jahr | Titel Album                                          | UK | US | R&B | Dance | Anmerkungen                                                                           |
| ---- | ---------------------------------------------------- | --- | --- | --- | --- | ------------------------------------------------------------------------------------- |
| 1984 | Look the Other Way Broadway’s Closer to Sunset Blvd. | — | — | R&B14 (17 Wo.)R&B | — | Erstveröffentlichung: Oktober 1984 Autoren: Chris Jasper, Ernie Isley, Marvin Isley   |
| 1985 | Kiss and Tell Broadway’s Closer to Sunset Blvd.      | — | US63 (7 Wo.)US | R&B52 (10 Wo.)R&B | Dance46 (2 Wo.)Dance | Erstveröffentlichung: Januar 1985 Autoren: Chris Jasper, Ernie Isley, Marvin Isley    |
| 1985 | Caravan of Love                                      | UK52 (7 Wo.)UK | US51 (14 Wo.)US | R&B1 (24 Wo.)R&B | — | Erstveröffentlichung: September 1985 Autoren: Chris Jasper, Ernie Isley, Marvin Isley |
| 1986 | Insatiable Woman Caravan of Love                     | UK90 (2 Wo.)UK | — | R&B13 (15 Wo.)R&B | — | Erstveröffentlichung: Januar 1986 Autoren: Chris Jasper, Ernie Isley, Marvin Isley    |
| 1987 | 8th Wonder of the World Different Drummer            | — | — | R&B18 (14 Wo.)R&B | — | Erstveröffentlichung: März 1987 Autoren: Chris Jasper, Ernie Isley, Marvin Isley      |
| 1987 | Givin’ You Back the Love Different Drummer           | — | — | R&B15 (13 Wo.)R&B | — | Erstveröffentlichung: Juni 1987 Autoren: Chris Jasper, Ernie Isley, Marvin Isley      |

Weitere Singles
- 1985: Dancing Around the World
- 1985: Sex Drive
- 1986: If You Believe in Love